# Arnd Stephan

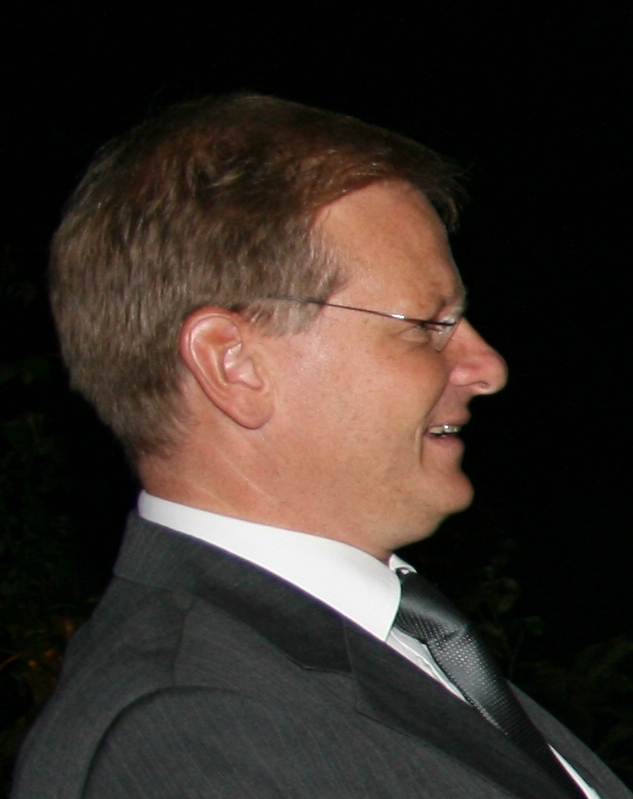
Arnd Stephan

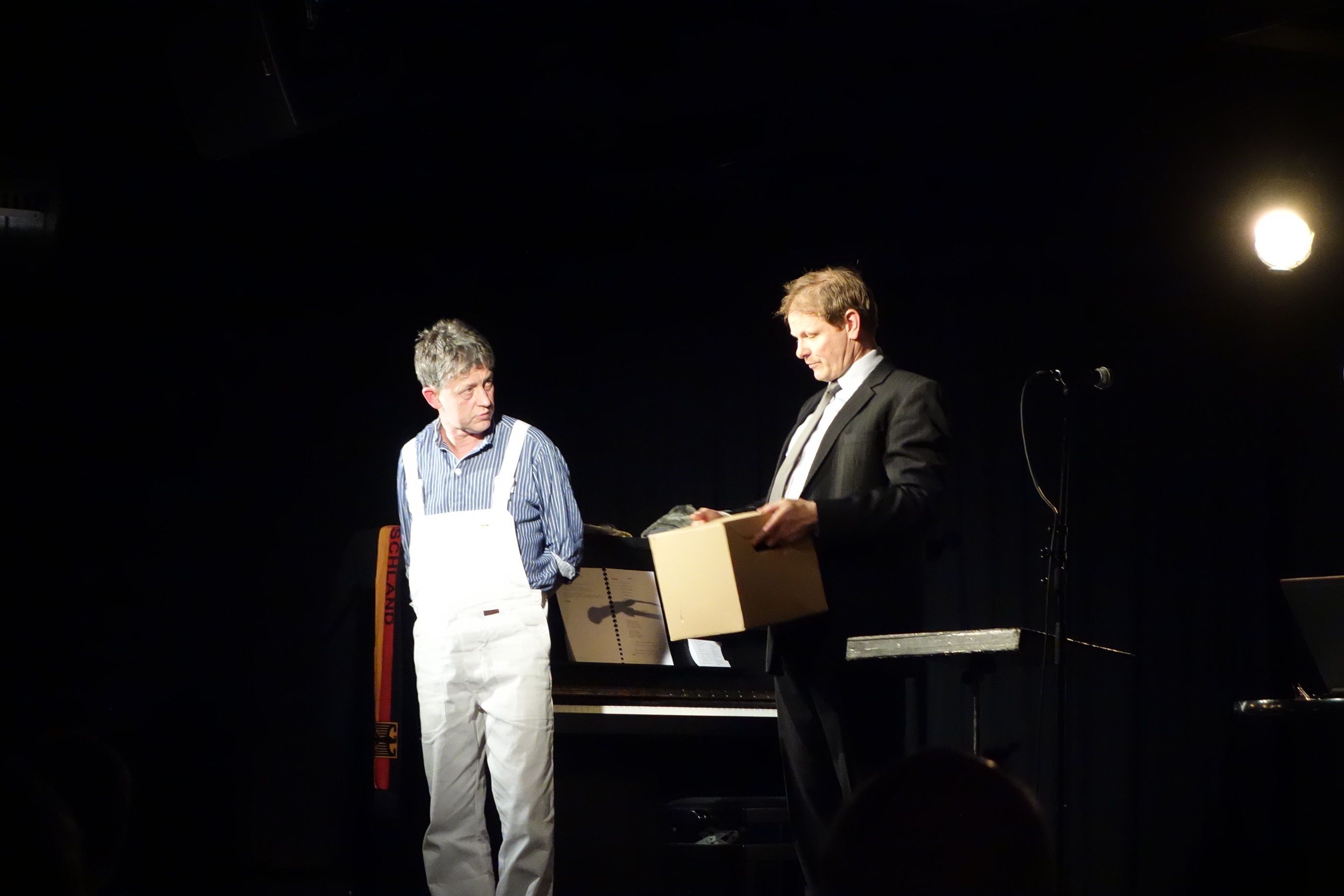
Duale Satire beim Auftritt in Pirna. Ulrich Eißner (links), Arnd Stephan (rechts)

Arnd Stephan (* 24. Januar 1965 in Dresden) ist ein deutscher Elektroingenieur. Seit 2002 ist er Professor, seit 2008 Inhaber des Lehrstuhls Elektrische Bahnen am Institut für Bahnfahrzeuge und Bahntechnik an der Fakultät Verkehrswissenschaften „Friedrich List“ der Technischen Universität Dresden.

## Leben
Stephan studierte ab 1985 Elektrotechnik/Elektrische Bahnen an der Hochschule für Verkehrswesen. Das Studium schloss er 1990 mit dem Diplom ab. Seine Diplomarbeit schrieb er zum Thema Untersuchungen zur Auslegung von Haupttransformatoren  für Hochleistungs- und Hochgeschwindigkeitsfahrzeuge. Von 1990 bis 1993 war er als Forschungsstudent weiter an der Verkehrshochschule tätig. 1995 folgte die Promotion, Thema war die Leitungsdimensionierung von Lokomotivtransformatoren.
1997 wurde er zum Lehrbeauftragten für das Fachgebiet Elektrische Bahnen an der Verkehrsfakultät der TU Dresden berufen, 2002 wurde er dort zum Honorarprofessor für Unkonventionelle elektrische Verkehrssysteme ernannt. Zum 1. September 2008 wurde er ebenda zum Professor für Elektrische Bahnen berufen.
Von 1993 bis 2008 war er für das IFB Institut für Bahntechnik in Dresden tätig. Ab 1993 zunächst als wissenschaftlicher Mitarbeiter, ab 1995 als Niederlassungsleiter. Ab 2003 war er als Prokurist für das Unternehmen tätig, seit 2012 ist er Geschäftsführer des Unternehmens. Seit 2004 ist er geschäftsführender Direktor des Kompetenzzentrums für Hochleistungsbahnen und Magnetbahnsysteme an der TU Dresden.
Mit Ulrich Eißner tritt er seit 1997 als Kabarettgruppe Duale Satire Deutschland (DSD) auf. Seit 2011 ist er Mitglied der Redaktionsbeirats der Fachzeitschrift Elektrische Bahnen.